# Pádraigín Ní Uallacháin
Pádraigín Ní Uallacháin [Pronúncia irlandesa: [ˈpˠɑːd̺.ɾˠɪɡʲiːnʲ nʲiː u.a.l̺ˠaxˠɑːinʲ]] (County Louth, Irlanda, 1950) é uma cantora, compositora, acadêmica e ex-apresentadora de televisão irlandesa.
Em 2012, uma composição de sua autoria, intitulada "Mullach A'tSi", foi gravada pelo guitarrista virtuoso Steve Vai no álbum The Story of Light.

## Discografia
- 1994 – A Stór Is A Stóirín
- 1995 – An Dara Craiceann
- 1997 – When I Was Young
- 1999 – An Irish Lullaby
- 2002 – An Dealg Óir
- 2005 – Áilleacht
- 2011 – Songs of the Scribe
- 2012 – LET THE FAIRIES IN
- 2017 - Ceoltaí Oirialla

## Prêmios e Honrarias
- 2003 - Prêmio "Gradam Shean-Nós Cois Life" por sua contribuição à tradição da música norte irlandesa[4].
- 2003 - Primeiro artista tradicional a receber o Prêmio "Mayor Arts Award" do Conselho de Artes da Irlanda do Norte[4]
- 2018 - Prêmio "TG4 Gradam Ceoil Awards"[5].